# Rob Schreefel

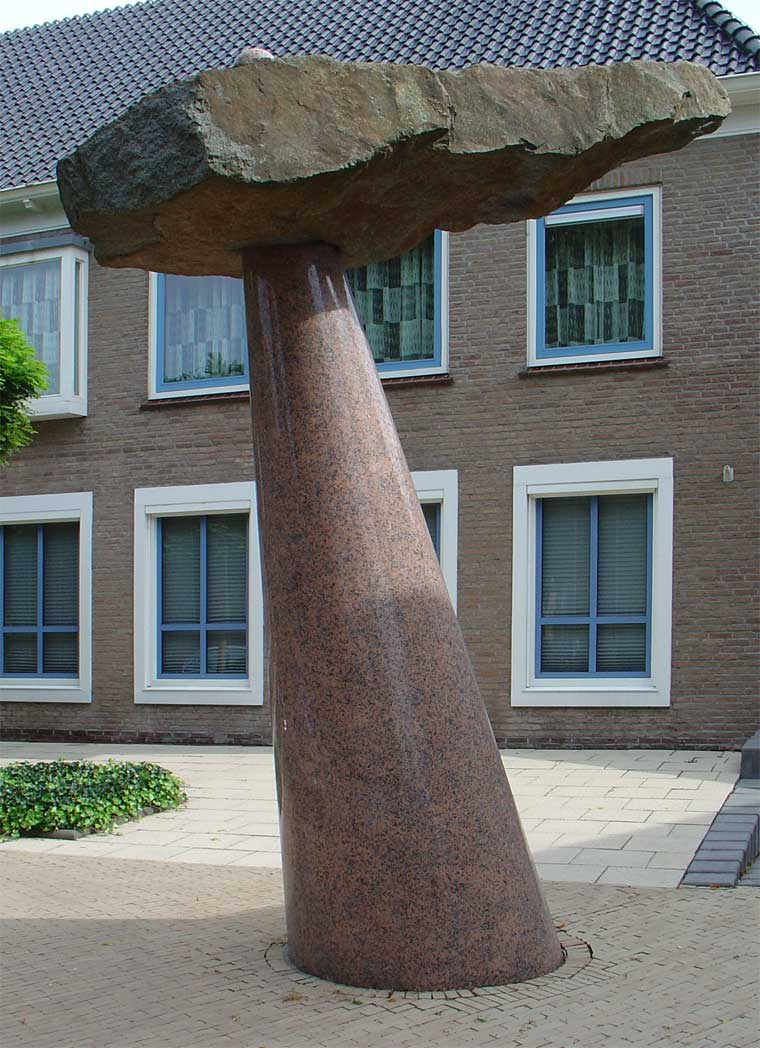
Kegel mit Stein (2002), Hoofdstraat in Borger

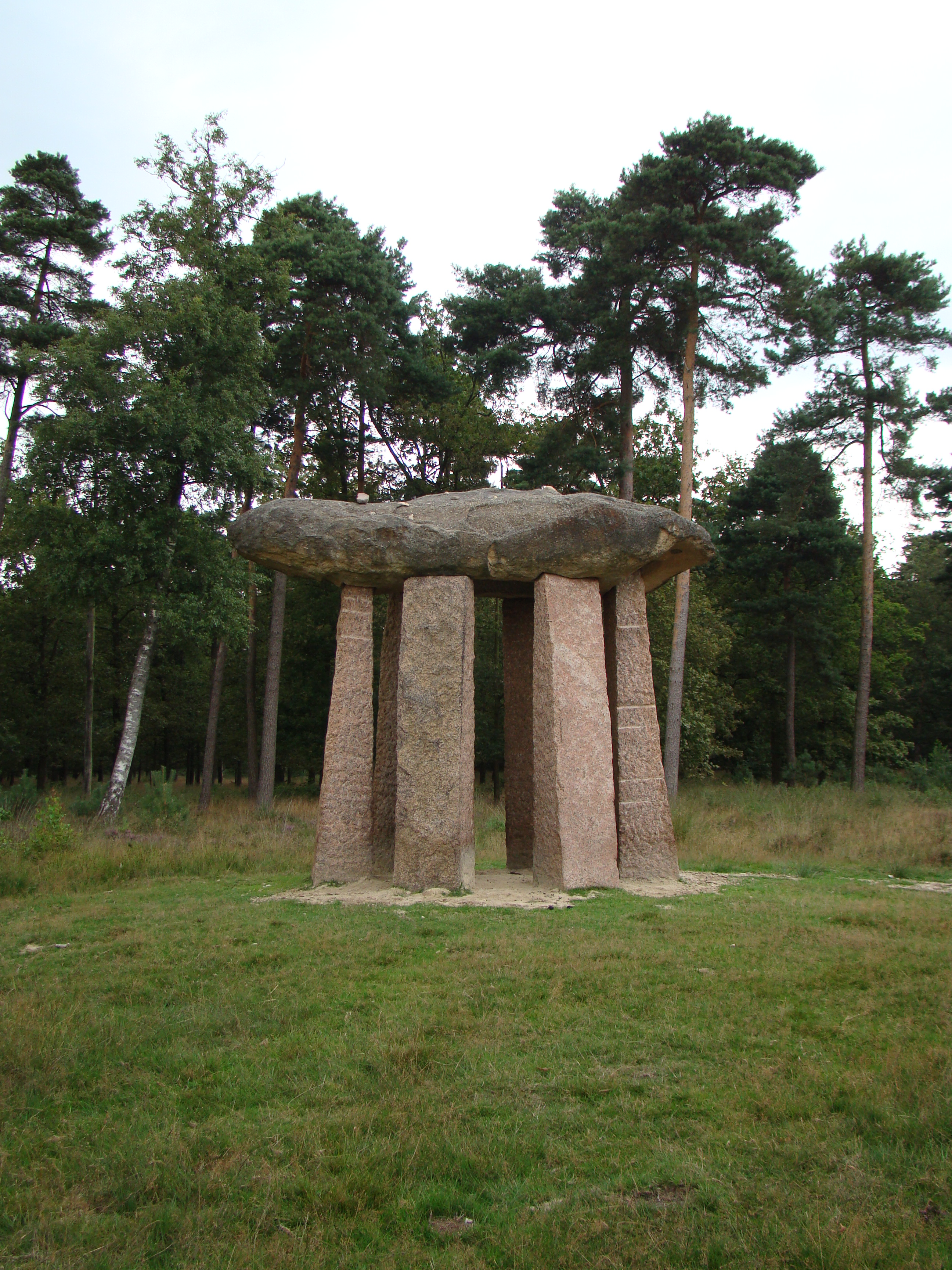
Ode an die Sonne von Rob Schreefel (2000) in Odoorn

Rob Schreefel (* 4. November 1953 in Tegal, Indonesien) ist ein in Indonesien geborener niederländischer Bildhauer.

## Werk
Der Bildhauer aus Amsterdam schuf seine monumentalen Kunstwerke in der niederländischen Provinz Drenthe als eine Art in Stone (deutsch: Kunst in Stein). Arbeiten von ihm sind seit 2008 entlang der Autobahn RW28 in der Nähe des TT Circuit Assen aufgestellt, die ein Teil der TT Landmark bilden.

## Werke (Auswahl)
- TT Landmark, Assen, entlang der A28 (2007)
- De Baak (Die Meßlatte), Lutjegast (2005)
- Poort van Drentse keien, (Steinernes Tor von Drehnte) – Sellingen (2004)
- Drentse Poort (Drentse Tor), Coevorden (2003)
- Kegel met kei (Kegel mit Stein), Borger (2002)
- Ode aan de zon (Ode an die Sonne), Odoorn (2000)
- Cirrus (Zirruswolken), Amersfoort (1997)
- Kunstburcht (Kunstburg), Purmerend (1990)
- Brug 604 (Brücke 604), Amsterdam (1987)

## Trivia
1990 schuf Schreefel eine Skulptur der niederländischen Königin Beatrix am Palais Huis ten Bosch in Gravenhage.

## Bibliografie
- Fretz Margot et al.: Een overzicht: Jaap Hillenius, Rob Schreefel, Pauline Wiertz (1991) uitg. Kunstenaars Genootschap De Ploegh, Amersfoort, ISBN 90-72149-09-2
- Middag Ineke: Monumentaal graniet: Joost Barbiers – Ton Kalle – Rob Schreefel = monumental granite (1989)
- Boyen, De perspectivistische vertekening en haar implicaties. Beelden van Rob Schreefel in: Ons Erfdeel (1986)